# Solteros sin compromiso
Solteros sin compromiso es una serie ecuatoriana de humor negro, considerada como una de las mejores series cómicas y que se transmitía por la señal de TC Televisión . A partir del 2014 retomaron la serie en plataformas digitales, con la emisión de la temporada 8 en el canal de BrahmaTv en YouTube  y después continuó en la Plataforma Digital de CNT Play hasta 2017.   En 2022 se emitió lo que sería hasta ahora su última temporada, pero con un elenco reducido en el canal Armonia TV  de Youtube.
Protagonizado por Andrés Pellacini, Diego Spotorno, Tábata Gálvez, Erika Vélez, Alberto Cajamarca y Ricardo González. 
Con las participaciones estelares de Denice Balelo, Juan Fernando Rojas y José Luis Rezabala

## Sinopsis
La serie trata sobre dos amigos (Fernando Mingle Rendón Rivanedeira y Juan Carlos Martínez Cucalón) que consumen sustancias psicotrópicas y viven en el apartamento 69 del World Trade Center de Guayaquil. Ambos están solteros y sin compromiso, y viven la vida alocada de unos jóvenes sin trabajo que son mantenidos a costa del dinero del padre de Juan Carlos. En el transcurso de la serie se van sumando nuevos personajes que por cosas de la vida terminan viviendo junto a ellos.

## Desarrollo
Durante el desarrollo de la serie, la banda venezolana "Caramelos de Cianuro" hizo una aparición en la serie que tiene como fondo de inicio su tema musical Las estrellas. En el 2006, Andrés Pellacini se candidateó a diputado para las elecciones generales de Ecuador por lo que tuvo que abandonar la serie. La serie culminó en su séptima temporada en 2007 por televisión, para la señal de TC Televisión. Siete años más tarde, el 23 de enero de 2014, la serie volvió con su octava temporada para la web, como parte del canal de YouTube de Brahamatv. A partir de 2015 la serie pasa a ser parte de la plataforma web de CNT Play. Debido a la polémica que surgió luego que se hiciera viral las declaraciones de Andrés Pellacini en una radio, donde decía no estar de acuerdo con que se aseguren a las empleadas domésticas, ya que según él, no era un trabajo formal como el de una empresa, los directivos de CNT, empresa del gobierno, decidieron cancelar la serie y todo tipo de producción realizada con Pellacini.
El 21 de junio de 2022, se emitió la temporada 14 en el canal Armonía TV en Youtube, que no continuó con la historia inconclusa en la cancelación de su última temporada en CNT Play. La historia situó a Juan Carlos Martínez y Fernando Rendón ahora con el nombre de 'Harry Chovengo', en la pandemia del 2020.

## Personajes Principales
- Andrés Pellacini como Fernando Mingle Rendón Rivadeneira:[4][3] Nació en Guayaquil, el 3 de diciembre de 1982.[17] Es el personaje principal de la serie, es un inadaptado, mujeriego, marihuanero, vago, ocioso y el mejor amigo de Juan Carlos, también tiene como amigo a un pato marihuanero llamado Patricio.[4][3][17] También es llamado El Fumón o Fumando.[17]  Tuvo una novia de 80 años llamada Maruja Noboa Egas, que al morir le heredó 10 millones de dólares, y desde la temporada 13 su padre utilizó sus influencias para cambiar su nombre a Harry Chovengo y poder heredar su fortuna para fugar del país.  Fue novio de La Ñaña Rica, y también tuvo amoríos con la hija y la mamá de Juan Carlos. Tiene una técnica llamada "Fuasá" con la que desaparece en momentos que le son incómodos. En la temporada 14 se conoció que ahora es un vividor que le gusta quitarle el dinero a las adultas mayores, su última víctima es Sevelinda Parada, a la que da por muerta en la pandemia del virus chino.

- Diego Spotorno como Juan Carlos Martínez Cucalón:[4][3][10] Nació en Guayaquil, el 16 de agosto de 1981.[17] Es uno de los personajes principales con el que se originó la serie, y es el mejor amigo de Fernando, el más centrado de los dos además de ser el hermano de María José.[3][17] También es llamado Juanqui o Juan Cago.[17]  Tuvo un amorío con "Lasonil", la media hermana de Fernando, en represalia porque este último se acostó con su hermana, su hija y su madre.

- Tábata Gálvez como Katiuska Genoveva Quimí Puchí:[4][3][10] Nació en Vinces, el 31 de octubre de 1980.[17] Es la vecina de Juan Carlos y Fernando, quien siempre la agrede por ser una mujer obesa, conchuda, vulgar y promiscua con cualquier hombre de dudosa reputación; también es amiga de Sebástian y mujer de Úber.[5][4][17]  Oriunda de Vinces, sus padres la enviaron a Guayaquil a estudiar odontología donde conoció a todo el elenco de solteros sin compromiso, retirándose de su carrera y dedicándose a la prostitución.  Es más conocida como La Mujer Vaca o simplemente La Vaca También “La Chola” o “La Campesina” (durante la primera temporada).[17]

- Erika Vélez como María José Martínez Cucalón:[6][4] Nació en Guayaquil, el 16 de octubre de 1986.[17] Es la hermana de Juan Carlos y es muy ingenua y de bajo coeficiente intelectual debido a sus tres caídas de la cuna cuando era bebé, es llamada La Ñaña Rica por parte de Fernando haciendo alusión a su escultural cuerpo además de ser hermana de su mejor amigo.[4][6][17] Realizó sus estudios en Boston y nunca para de hablar de aquella ciudad.  Fue novia de Fernando, y tras su ruptura con éste se volvió promiscua, saliendo con varios hombres.[17]

- Alberto Cajamarca como Sebastian María Guillén Murillo:[4] Nació en Guayaquil un 28 de abril.[17] Es un personaje de tipo homosexual y el mejor amigo de Katiuska, por lo que es llamado por todo El Meco, a inicios de la serie contaba con un local de decoración y muebles (luego heredado el negocio a Natalia después de su muerte) junto con una asistente antipática llamada "Tutaina", y posteriormente tenía un gabinete llamado "El Huequito de Sebastián", al revivir con una máquina del tiempo.[4][17]  Tenía problemas para emprender en todo negocio, puesto que sus amantes jóvenes y modelos lo sextorsionan.

- Ricardo González como Manolo Cecilio Delgado "Primo del Tin":[4][7] Nació en Ámsterdam, el 14 de febrero de 1984.[17] Es amigo de Juan Carlos y Fernando, también es quien aguanta mucho de sus abusos y humillación por ser afrodescendiente, y es llamado por Fernando Anolito el amigo anal, Negro, Negrito, y en algunos episodios, Papel Carbón.[4][7][17] Es ingeniero electrónico, conlleva su mala suerte tanto en cada nuevo trabajo como en su residencia, suele ganar mucho dinero y comprarse autos.[17]  En la temporada 8 se volvió millonario, pero su esposa la China que lo engañaba con el chofer, le fue infiel con su abogado de confianza y le quitó toda su fortuna.

- Denice Balelo como Natalia Castro:[4] Nació en Guayaquil en el año 1978.[17] Es una de las personajes principales, de contextura delgada y muy atraída por Juan Carlos, quien tiene una relación sentimental en secreto. Es una persona de clase social alta, alegre, temperamental, tiene a Katiuska y Sebástian como amigos íntimos, habita en el departamento 54 y vive atormentada por algunas bromas de sus amigos, es llamada como La flaca buena, y en varios episodios Naty.[4][17]

- Patricio Patagónico Zapata: Nació en Quito, el 13 de enero de 1980.[17] Es un pato marihuanero y fiel amigo de Fernando, en un inicio tenía apariciones muy cortas, actualmente aparece siempre y por lo general es llevado por Fernando en brazos.[17]

- Juan Fernando Rojas como Diego:[8] Personaje de apoyo en la serie a quien apodan Niño Bobo por su conducta centrada, correcta y a ratos infantil.  Conoció al elenco de Solteros Sin Compromiso, por su exnovia Claudia.  Es muy bueno en muchas cosas como informática, computación y resolución de problemas, sin embargo, por su conducta ingenua e inocente es blanco de burlas de Fernando, Juan Carlos y Katiuska.  En algún punto de la serie se hizo abogado, y regresó en la temporada 11 a defender a Manolo, del juicio interpuesto por Fernando. En la temporada 14, durante la pandemia del virus chino, trabaja como delivery y es ahijado de Sevelinda Parada. Además se iba a casar con Jennifer Lopez Zambrano, una bailarina exótica que Fernando le presenta como forma de pago por unas pruebas PCR, pero su novia no se presentó a su boda que era vía Zoom.

- José Luis Rezabala como Úber Andrés Tuiter:[5] Es un delincuente de poca monta y novio de Katiuska, con quien lleva una relación disfuncional y de maltrato.[5]

- Luis Villamar como el Señor Rendón:  Es el padre de Fernando, quien es un reconocido empresario guayaquileño y de quién su hijo ha heredado muchas de sus conductas viciosas.  Tiene varios hijos con diferentes mujeres, entre ellos Fernando, a quien envió a Guayaquil a estudiar, pero se gastó el dinero en droga.  Desde allí el señor Rendón vive una relación abusiva con su hijo, y se hacen maldades, a pesar de que en el fondo si se quieren.  En la temporada 13 fue designado ministro de Economía, siendo acusado de varios casos de corrupción.  Cuando la policía lo iba a atrapar infraganti con un costal lleno de dinero, este utilizó la técnica de su hijo, el "Fuasá" para escapar.  En esa misma temporada utilizó sus influencias para cambiar el nombre de Fernando a Harry Chovengo, y poder heredar su fortuna.  Es llamado Papaito por Fernando.

### Personajes Episódicos
- Carlos Alberto Vicente como Mefistófeles: Es el Diablo, a quien Fernando vende su alma para poder pagar su casa. Él espera con ansias la muerte de Fernando para poder llevárselo al infierno.

- Hilda Saraguayo como Tutaina Tuturamá:[18] Es una mujer de baja estatura, contratada por Sebastián para su negocio.  Al morir Sebastián ésta se enojó con él puesto que no le heredó su negocio sino que se lo dejó a Natalia.  Una vez que se entera de que Sebastián seguía vivo, regresa a cobrar venganza contratando destajeros para darle muerte.
- Lucho Aguirre como el Tío George: El Tío de Manolo Delgado, un supuesto empresario exitoso en EE.UU que llega a visitar a su sobrino favorito, pero resultó ser un vil delincuente. Este personaje tuvo apariciones en diversos episodios.

- Marcela Ruete como María Meche:[4][19] La conocieron puesto que ella tuve un accidente de tránsito y atropelló a Katiuska.  Fernando se enamoró de ella.

- Barbará Fernández como Verito Rendón Rivadeneira:[20] Es la hermana menor de Fernando.

- Julieth Herrera como Claudia:[21] Es una modelo colombiana que se queda a vivir temporalmente en el departamento de Natalia, compartiéndolo con Katiuska y Sebastián.  En un episodio presentó a su exnovio Diego "Niño Bobo".

- Efraín Ruales como Benjamín:[22][23] Un amigo de Juan Carlos que funcionó como reemplazo de Fernando en la temporada 7.

- George Patton: Es un pato joven hijo de Patricio, al igual que su padre es drogodependiente.

- Héctor Garzón como el Policía: Es un policía incompetente con apariciones esporádicas en la serie.

- Francisco Pinoargotti como Ñaño Beto:[24] Un supuesto hermano perdido de Fernando, quien lo fue a buscar en la temporada 5.  Era el único aparte de Fernando que conocía el segundo nombre de su madre.

- Katya Tamayo como La Secretaria: Es la secretaria y amante del señor Rendón.

- Esperanza Ronquillo como Maruja Esperanza Noba Egas: Es una señora de 80 años de edad que se enamora de Fernando, y este al parecer se enamora de esta también.  Es la madre de Solomeo Paredes, un policía cornudo de Guayaquil.  Mantienen una relación sentimental con Fernando hasta que esta sufre de un infarto, y una vez hospitalizada, muere a causa de que Fernando le pidió al Dr. que le haga un implante de mamas.  Al fallecer heredó a Fernando una fortuna de 10 millones de dólares.

- Jonathan Fabara como Solomeo Paredes Noboa: Es un policía cornudo y psicópata de Guayaquil, que es engañado por su esposa quien tuvo relaciones con Fernando y Juan Carlos, además de que Fernando tuvo una relación sentimental con su mamá.  Mantuvo una relación sentimental con María José, quién desconocía su verdadera identidad.  Murió de sobredosis de cocaína mientras practicaba una orgía con Katiuska y Uber.

- Leonardo Moreira como El Chino: Es el chofer de Manolo y de Fernando cuando estos tuvieron dinero respectivamente.  Es muy talentoso para acostarse con las mujeres, puesto que se acostó con la mujer de Manolo, con Keka Galindo y con María José.

- Antonio Aguirre como el Ingeniero Martínez: Es el papá de Juan Carlos y de María José, apareció en la temporada 8 cuando contactó a su hijo para buscar a su hija que estaba desaparecida.  Falleció de repente de un infarto mientras conversaba con Juan Carlos.

- Krysthel Chuchuca como Keka Galindo: Es la exnovia de Juan Carlos con quien tiene una hija, hasta ese momento desconocida para él.  Aparece en la temporada 9 ante Juan Carlos para decirle que aún lo amaba, y le confesó que tenían una hija, la cual estaba saliendo con Fernando.  Le fue infiel a Juan Carlos con el chofer "El Chino".  Desde la temporada 12 decidió encerrarse en un convento con su hija y a partir de allí se hizo monja y se hace llamar Sor Keka Galindo.

- María José Santos como Carla Xiomara Martínez Galindo: Es la hija de Juan Carlos y Keka Galindo.  Defendió a Fernando de la agresión de uno de sus amantes y se enamoraron.  Después de la temporada 9 se encierra en un convento con su madre.

- Eduardo Tenorio como Coperton Moreno Negrón: Es un joven afrodescendiente que hace todo tipo de trabajos, desde heladero hasta destajero.  Sus empleadora más común es Katiuska.  Este personaje también fue parte de la serie UHF

- Roberto Chávez como el Lcdo. Juan Javier Rosetti: Es un presentador de noticias del programa CNT Play, distribuidora de las 11, 12 y 13 temporadas.  Es egoísta, ambicioso, mujeriego y se aprovecha de cuanta mujer puede.  Este personaje también fue parte de la serie UHF

- Álex Vizuete como El Jefe: Es líder de una pequeña organización criminal y de un centro de tolerancia, una de sus principales fuentes de ingresos las obtiene del proxenetismo.  Intentó matar a Fernando por dejar embarazadas a 4 de 6 de sus trabajadoras sexuales.  Curiosamente, tiene un conspicuo conocimiento de macroeconomía y mercado de valores.
- Andrea Suzuki / Bianca Fariña como Kristell Diablita 2000: Personaje compartido por dos actrices durante la temporada 14. Es una Tiktoker e interés amoroso de Fernando que termina involucrándose sentimentalmente con Juan Carlos.

- Xavier Pimentel el productor de la serie, hace cameos esporádicos como presentador de noticias y otros papeles menores, o a veces como él mismo rompiendo la cuarta pared.

- Aladino también hace varios cameos como él mismo.

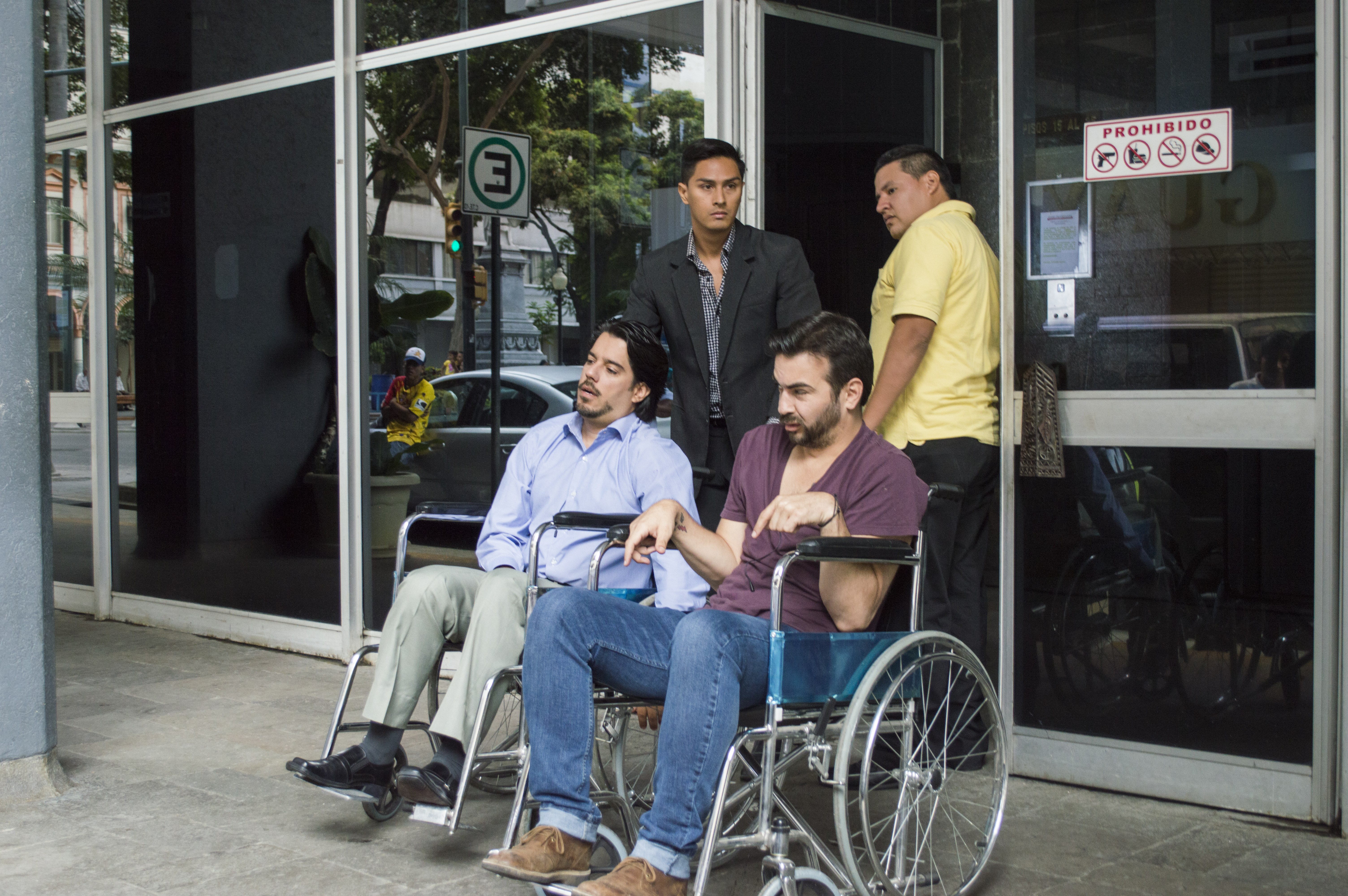
Fernando Rendón (Andrés Pellacini) y Juan Carlos Martínez (Diego Spotorno) en sillas de ruedas, durante la grabación de un episodio en 2014.

## Premios y nominaciones

### Premios ITV
| Año  | Categoría                       | Nominados               | Resultado |
| ---- | ------------------------------- | ----------------------- | --------- |
| 2001 | Mejor actor cómico              | Andrés Pellacini        | Nominado  |
| 2001 | Mejor actor cómico              | Diego Spotorno          | Nominado  |
| 2001 | Mejor actriz cómica             | Tábata Gálvez           | Nominada  |
| 2001 | Mejor actriz cómica             | Denisse Balelo          | Nominada  |
| 2002 | Mejor programa cómico-dramático | Solteros sin compromiso | Nominado  |
| 2002 | Mejor actor cómico-dramático    | Andrés Pellacini        | Nominado  |
| 2002 | Mejor actriz cómica-dramática   | Tábata Gálvez           | Nominada  |
| 2003 | Mejor programa cómico           | Solteros sin compromiso | Nominado  |
| 2003 | Mejor actor cómico              | Andrés Pellacini        | Nominado  |
| 2003 | Mejor actriz cómica             | Tábata Gálvez           | Nominada  |
| 2004 | Mejor programa cómico           | Solteros sin compromiso | Nominado  |
| 2004 | Mejor actor cómico              | Diego Spotorno          | Nominado  |
| 2004 | Mejor actriz cómica             | Tábata Gálvez           | Ganadora  |
| 2006 | Mejor programa cómico           | Solteros sin compromiso | Nominado  |
| 2006 | Mejor actriz cómica             | Tábata Gálvez           | Nominada  |
| 2007 | Mejor programa cómico           | Solteros sin compromiso | Nominado  |
| 2007 | Mejor actor cómico              | Diego Spotorno          | Nominado  |
| 2007 | Mejor actriz cómica             | Tábata Gálvez           | Nominada  |
| 2007 | Mejor actriz cómica             | Érika Vélez             | Nominada  |